# Pseudocalyx libericus
Pseudocalyx libericus är en akantusväxtart som beskrevs av F.J. Breteler. Pseudocalyx libericus ingår i släktet Pseudocalyx och familjen akantusväxter. Inga underarter finns listade i Catalogue of Life.